# Olympische Sommerspiele 2008/Teilnehmer (Paraguay)
| Gelbes Symbol für Goldmedaillen mit stilisierten Olympischen Ringen | Graues Symbol für Silbermedaillen mit stilisierten Olympischen Ringen | Braundes Symbol für Bronzemedaillen mit stilisierten Olympischen Ringen |
| ------------------------------------------------------------------- | --------------------------------------------------------------------- | ----------------------------------------------------------------------- |
| —                                                                   | —                                                                     | —                                                                       |

Paraguay nahm an den Olympischen Sommerspielen 2008 in Peking mit sieben Sportlern (drei Männer und vier Frauen) in fünf Sportarten teil.

## Teilnehmer nach Sportarten

### Leichtathletik
Männer
- Víctor Fatecha
Speerwurf: 30. Platz

Frauen
- Leryn Franco
Speerwurf: 51. Platz

### Segeln
Frauen
- Florencia Cerutti
Laser Radial: 24. Platz

### Schwimmen
Männer
- Genaro Prono
100 m Brust: 41. Platz

Frauen
- María Báez
100 m Rücken: 46. Platz

### Schießen
Frauen
- Patricia Wilka
Luftpistole 10 Meter: DNF

### Tischtennis
Männer
- Marcelo Aguirre
Einzel: ausgeschieden in der Vorrunde